# 1909 en Norvège
Chronologie de la Norvège
- 1905
- 1906
- 1907
- 1908
- 1909
- 1910
- 1911
- 1912
- 1913

Cet article présente les faits marquants de l'année 1909 en Norvège ou relatifs à la Norvège.

## Gouvernance
- Haakon VII est roi de Norvège.
- Gunnar Knudsen dirige le gouvernement.

## Événements
- Le Prix Nobel de la paix est attribué à Auguste Beernaert et à Paul Henri Balluet d'Estournelles de Constant.

## Sport
- Oscar Mathisen conserve son titre de champion du monde de patinage en remportant les épreuves du 500 et du 1500 mètres à Christiania[1].

## Naissances
- Naissance en Norvège en 1909

## Décès
- Décès en Norvège en 1909